# Ulrike Schönfelder
Ulrike Schönfelder (geboren 1962) ist eine deutsche Juristin und Richterin.

## Ausbildung
Nach ihrem Abitur 1981 am Wilhelm-Erb-Gymnasium in Winnweiler/Rheinland-Pfalz ging Ulrike Schönfelder für ein Jahr als Au-pair nach Sussex. 1982 schloss sie ein Freiwilliges Soziales Jahr im Senator-Neumann-Heim in Hamburg an und studierte danach an der Universität Hamburg Geschichtswissenschaften. 1983 wechselte sie an derselben Universität zu Rechtswissenschaft. Während des Studiums absolvierte sie 1986 und 1987 Studienaufenthalte am Institute of International Public Law and International Relations in Thessaloniki sowie an der London School of Economics. Im April 1989 schloss sie das Jurastudium mit der Ersten Juristischen Staatsprüfung ab.
Es folgte von 1989 bis 1990 ein Studium am Collège d’Europe in Brügge mit dem Abschluss Diplôme de Hautes Études Européennes und von 1990 bis 1994 das Rechtsreferendariat in Hamburg. Im Juni 1994 legte Ulrike Schönfelder die Große Juristische Staatsprüfung ab.

## Beruflicher Werdegang
Ab August 1994 war Ulrike Schönfelder in Hamburg in der Rechtsanwaltskanzlei Droste tätig. Im Februar 1995 wurde sie am Amtsgericht Hamburg zur Richterin auf Probe ernannt und war ab November 1995 Mitglied des Arbeitsstabes des parlamentarischen Untersuchungsausschusses Hamburger Polizei.
Ab November 1996 war sie am Amtsgericht Hamburg als Strafrichterin eingesetzt und wechselte im September 2006 als Richterin an das Landgericht Hamburg. Dort war sie zunächst Beisitzerin in einer Großen Strafkammer. Für die Dauer von sechs Monaten war Ulrike Schönfelder ab  dem 1. September 2009 an das Hanseatische Oberlandesgericht abgeordnet. Seit Sommer 2013 führte sie den Vorsitz einer Kleinen Strafkammer. Im Januar 2015 wurde die Juristin zur Vorsitzenden Richterin am Landgericht ernannt.
Am 6. Dezember 2017 wählte die Bürgerschaft sie auf Vorschlag der SPD-Fraktion für eine sechsjährige Amtszeit zum vertretenden Mitglied des Hamburgischen Verfassungsgerichts.

## Ämter und Mitgliedschaften
- Seit 1995: Mitglied des Hamburgischen Richtervereins[4]